# 氷川神社 (練馬区高野台)
氷川神社（ひかわじんじゃ）は、東京都練馬区の神社。地名を冠して谷原氷川神社（やはらひかわじんじゃ）とも称される。

## 歴史
慶長年間（1596年 - 1615年）に創建された。増島左内が大宮の氷川神社から分霊を勧請して創建したものである。
増島氏は後北条氏の一族である。同じ増島氏が建てた長命寺が別当寺であった。明治以降の近代社格制度では村社に列せられた。境内神社の稲荷神社以外の3社は元々長命寺にあったものである。明治の神仏分離により、当社に移された。
現在の社殿は、1954年（昭和29年）に改築されたものである。現在も増島氏一族が当地に住んでいるという。

## 境内神社
- 稲荷神社
- 春日神社
- 天祖神社
- 八幡神社

## 交通アクセス
- 石神井公園駅より徒歩15分。